# Ram Narayan

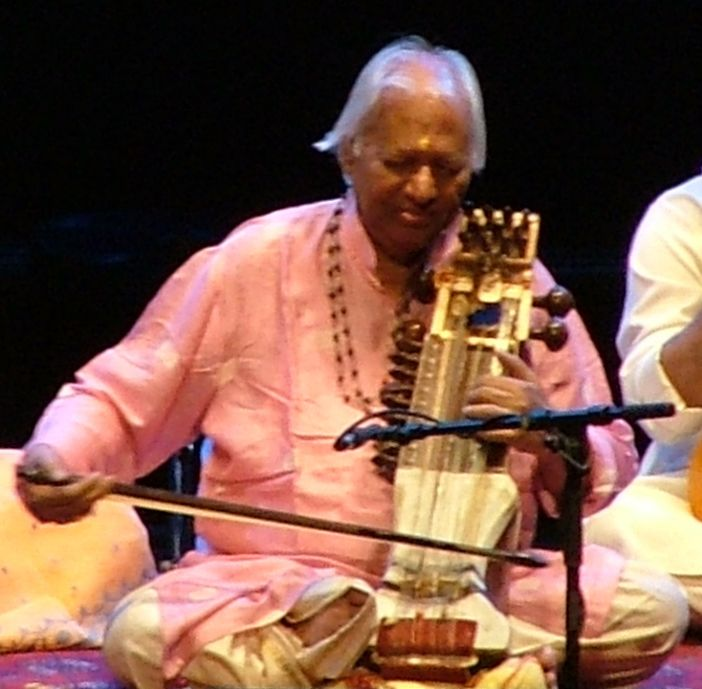
Narayan in 2009 in de Royal Albert Hall

Ram Narayan (Udaipur, 25 december 1927 – 9 november 2024) was een Indiaas speler van Hindoestaanse muziek op sarangi. Hij ontving in 2005 de op een na hoogste Indiase burgerlijke onderscheiding: Padma Vibhushan. Hij werd vaak aangesproken met de titel Pandit.
Narayan werd geboren in Udaipur en leerde al op jonge leeftijd sarangi spelen. Hij studeerde onder sarangispelers en zangers en werkte als tiener als muziekleraar en reizend muzikant. In 1944 werd hij aangenomen bij All Indian Radio in Lahore als begeleider van zangers. Na de deling van India verhuisde Narayan in 1947 naar Delhi, maar, door zijn wens verder te gaan dan zijn ondersteunende rol in de muziek, verhuisde hij in 1949 naar Bombay om bij de Indiase filmindustrie te gaan werken.
Na een niet succesvolle poging in 1954, werd Narayan in 1956 solo-artiest ook voor concerten en stopte met begeleiden van anderen.
Hij maakte solo-albums en toerde door Europa en Amerika in de jaren 60. Narayan gaf les aan Indiase en buitenlandse studenten en trad tot in de 21e eeuw op, ook regelmatig buiten India.
Narayan overleed op 9 november 2024 op 96-jarige leeftijd.